# Jody Scheckter
Jody David Scheckter, född 29 januari 1950 i East London, är en sydafrikansk racerförare. Han är bror till racerföraren Ian Scheckter och far till racerföraren  Tomas Scheckter.

## Racingkarriär

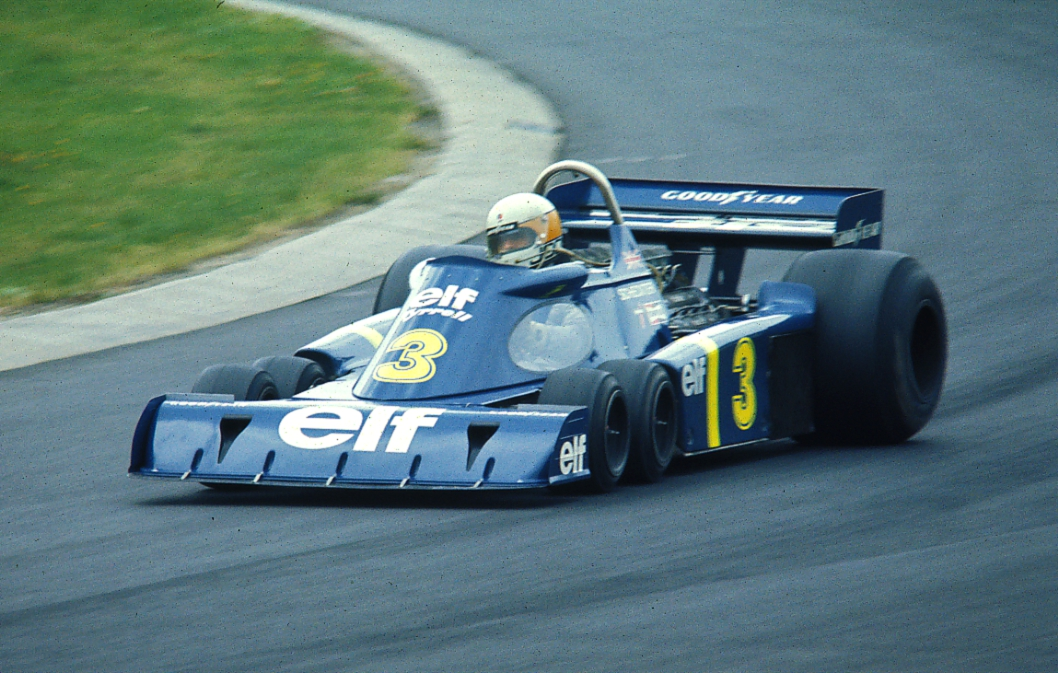
Jody Scheckter i Tyrrell-Ford P34 i.

Jody Scheckter debuterade i formel 1 säsongen 1972. Han vann sitt första grand prix i Sverige 1974 och vann sedan förarmästerskapet 1979 i Ferrari, som samma år också vann konstruktörsmästerskapet. Scheckter var den siste som tog ett mästerskap för det stallet innan Michael Schumacher upprepade det säsongen 2000. 

## F1-karriär
| Säsong                | Stall/Tillverkare     | Placering             | Lopp | Poäng | Etta | Tvåa | Trea | Pole | Varv |
| --------------------- | --------------------- | --------------------- | ---- | ----- | ---- | ---- | ---- | ---- | ---- |
| 1972                  | McLaren-Ford          | -                     | 1    |       |      |      |      |      |      |
| 1973                  | McLaren-Ford          | -                     | 5    |       |      |      |      |      |      |
| 1974                  | Tyrrell-Ford          | 3                     | 15   | 45    | 2    | 2    | 2    |      | 2    |
| 1975                  | Tyrrell-Ford          | 7                     | 14   | 20    | 1    | 1    | 1    |      |      |
| 1976                  | Tyrrell-Ford          | 3                     | 16   | 49    | 1    | 4    |      | 1    | 1    |
| 1977                  | Wolf-Ford             | 2                     | 17   | 55    | 3    | 2    | 4    | 1    | 2    |
| 1978                  | Wolf-Ford             | 7                     | 16   | 24    |      | 2    | 2    |      |      |
| 1979                  | Ferrari               | 1                     | 15   | 51    | 3    | 3    |      | 1    |      |
| 1980                  | Ferrari               | 19                    | 14   | 2     |      |      |      |      |      |
| Sammanlagt 9 säsonger | Sammanlagt 9 säsonger | Sammanlagt 9 säsonger | 113  | 246   | 10   | 14   | 9    | 3    | 5    |

| 1. Sverige 1974 2. Storbritannien 1974 3. Sydafrika 1975 4. Sverige 1976 5. Argentina 1977 6. Monaco 1977 7. Kanada 1977 8. Belgien 1979 9. Monaco 1979 10. Italien 1979 |

| 1. Monaco 1974 2. Tyskland 1974 3. Belgien 1975 4. Monaco 1976 5. Storbritannien 1976 6. Tyskland 1976 7. USA 1976 8. Sydafrika 1977 9. Tyskland 1977 10. Tyskland 1978 11. Kanada 1978 12. Sydafrika 1979 13. USA West 1979 14. Nederländerna 1979 |

| 1. Belgien 1974 2. Italien 1974 3. Storbritannien 1975 4. USA West 1977 5. Spanien 1977 6. Nederländerna 1977 7. USA 1977 8. Monaco 1978 9. USA 1978 |

| 1. Sverige 1976 2. Tyskland 1977 3. Monaco 1979 |

| 1. Frankrike 1974 2. Tyskland 1974 3. Tyskland 1976 4. Monaco 1977 5. Japan 1977 |